# Albert Castellanos Maduell
Albert Castellanos Maduell   (Barcelona, 12 de novembre de 1978) és un economista i polític català, militant d'Esquerra Republicana. És secretari d'Empresa i Competitivitat del Departament d’Empresa i Treball de la Generalitat de Catalunya des de 2021, Conseller delegat d'ACCIÓ des de novembre de 2022 i President de l'Assemblea de les Regions d'Europa des de juny de 2023.

## Biografia
Llicenciat en Economia per la Universitat Pompeu Fabra (UPF), va continuar els seus estudis fent un Màster en Economia Pública a la Universitat de York, a Anglaterra, i un Mestratge en Funció Directiva a l'Escola d'Administració Pública de Catalunya. Entre 2006 i 2009 fou secretari executiu de l'Agència per a la Competitivitat de l'Empresa (ACCIÓ).
Posteriorment va treballar a l'Agència de Gestió d'Ajuts Universitaris i de Recerca (AGAUR) com a director executiu, també com a professor associat a la Universitat Pompeu Fabra i com a gestor a la Universitat de Barcelona.
El 2016 fou nomenat director general de Promoció Econòmica, Competència i Regulació al Govern de la Generalitat, amb Oriol Junqueras com a Conseller, i el 2017 secretari d'Hisenda. Entre el 2018 i el 2021 va ser la mà dreta de Pere Aragonès a vicepresidència i Economia i Hisenda, on fou secretari general.
Després de les Eleccions al Parlament de Catalunya de 2021, el juny de 2021 fou nomenat secretari d'Empresa i Competitivitat del Departament d’Empresa i Treball de la Generalitat de Catalunya.
El novembre de 2022 fou nomenat conseller delegat d'ACCIÓ, càrrec que compagina amb la seva condició de secretari d'Empresa i Competitivitat.
El 30 de juny de 2023 fou nomenat President de l'Assemblea de les Regions d'Europa, en substitució de Magnus Berntsson (Suècia), qui ostentava el càrrec des del 2017. És la segona vegada des de la seva creació l’any 1985 que un representant català assumeix la presidència d’aquesta organització.